# Crystalloxylon
Crystalloxylon es un género de conífera descrito a partir de los restos fósiles de su única especie Crystalloxylon imprimicrystallus en la Formación Chinle de Arizona y Nuevo México, Estados Unidos. Toma su nombre del material en el que se encontraron fosilizados sus restos y del lugar en el que se localizaron sus restos Christal Forest, significando Crystalloxylon literalmente madera de cristal.
Datados en el periodo Triásico tardío (208 a 230 millones de años) los grandes troncos fosilizados de esta especie, presentes en el Parque nacional del Bosque Petrificado, fueron asignados inicialmente a la especie Araucarioxylon arizonicum y posteriormente reclasificados tras estudios detallados de su morfología.
Los holotipos que sirvieron para la descripción de la especie fueron los especímenes PEFO 34817, PEFO 34818 y PEFO 34819 conservados en los almacenes del museo del Parque nacional del Bosque Petrificado. Estos restos son secciones más o menos grandes de tronco muy fraccionadas tras su transporte fluvial y posterior sedimentación y han perdido toda estructura externa que pudiera tener. 
Los troncos fosilizados presentan un xilema secundario picnolítico, con escaso tejido parenquimático. El cilindro vascular presenta traqueidas de 75 μm en sección trasversal y 60 μm en sección longitudinal con paredes celulares de 7 a 8 μm organizadas en paquetes radiales. Conectando las traqueidas aparecen punteaduras de escaso tamaño, entre 18 y 24 μm de diámetro y un lumen de entre 3 y 5 μm, especialmente abundantes en relación con otras especies del mismo yacimiento. Estos poros se encuentran bi o triseriados en disposición alterna y tienen morfología cupresoide o taxoides.